# 阿尔弗雷德·贝斯特

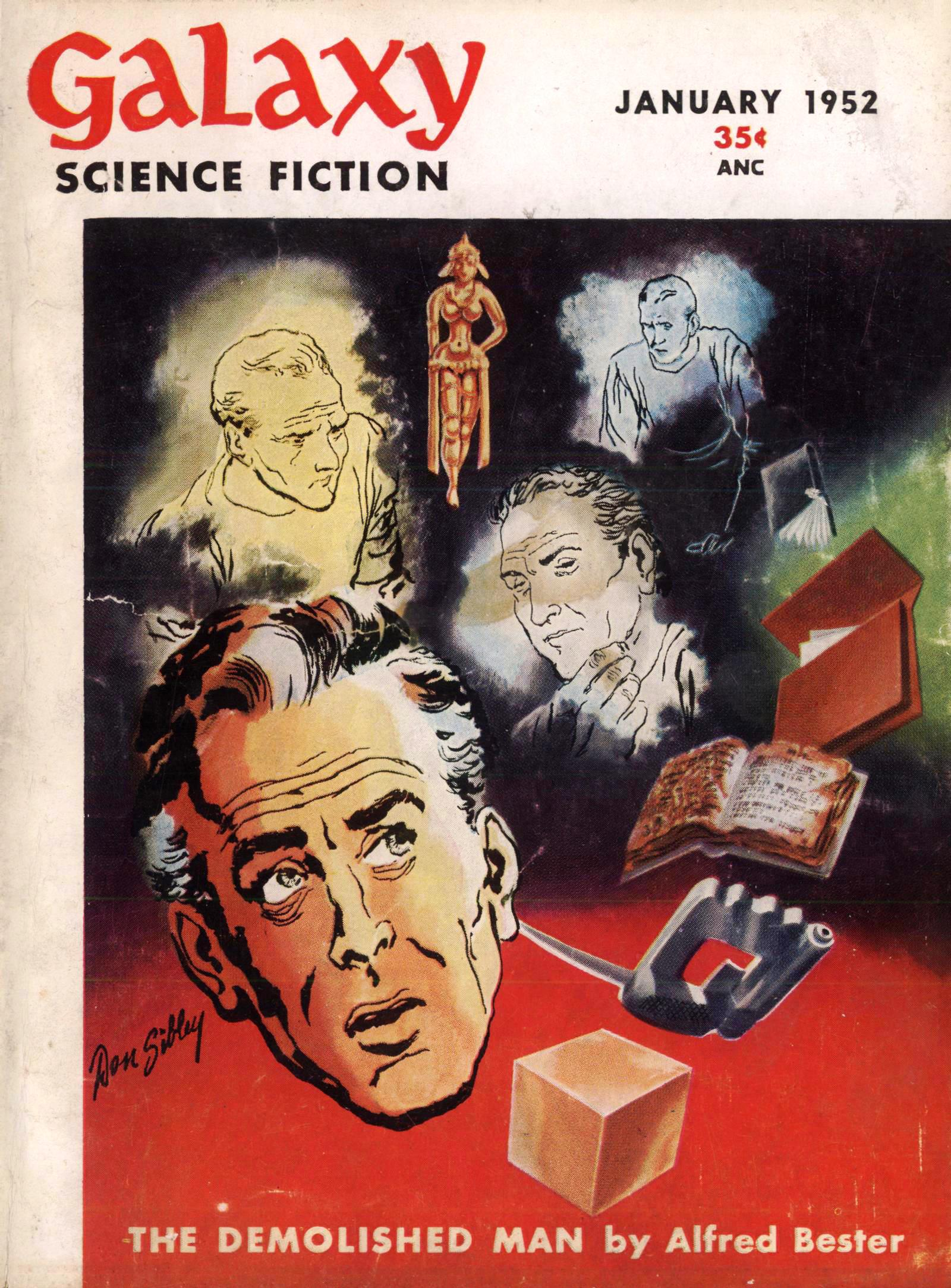
刊載於1952年1月號《银河系科幻小说》的《被毁灭的人》

阿尔弗雷德·贝斯特（英語：Alfred Bester，1913年12月18日—1987年9月30日）是美国科幻小说作家，电视和广播剧编剧，并参与漫画剧本的编写。
阿尔弗雷德·贝斯特主要是作为科幻小说作者被人们铭记。他的主要作品包括1953年获得首届雨果奖长篇小说奖的《被毁灭的人》以及1956年出版的的《群星，我的归宿》。

## 生平
1913年12月18日，阿尔弗雷德·贝斯特出生于美国纽约市一个犹太人家庭。
1987年9月30日，他在宾夕法尼亚州去世。